# Woalka
Woalka – cienka, rzadka, przejrzysta tkanina do okrycia twarzy, najczęściej przymocowana do kapeluszy. Wykorzystywana jest jako ozdobny dodatek do stroju ślubnego lub pogrzebowego.